# Камило Бенсо ди Кавур
Камило Паоло Филипо Джулио Бенсо, граф ди Кавур, ди Челаренго е ди Изолабела (на италиански: Camillo Paolo Filippo Giulio Benso, conte di Cavour, di Cellarengo e di Isolabella), по-известен само като Кавур, е италиански държавник и водеща фигура в движението за италианско обединение.
Той е сред лидерите на партията Историческа десница и министър-председател на Кралство Пиемонт-Сардиния – позиция, на която остава и по време на Втората война за италианската независимост и кампаниите на Джузепе Гарибалди за обединение на Италия. След провъзгласяването на Кралство Италия през 1861 г., Кавур заема длъжността Министър-председател на Италия. Умира три месеца по-късно.
Кавур въвежда няколко икономически реформи в роден Пиемонт и основава политическия вестник Ил Рисорджименто. След като е избран за член на камарата на депутатите, той бързо се издига в йерархията на пиемонтското правителство, доминирайки камарата чрез обединение на ляво-центристки и дясно-центристки политици. След мащабна програма за разширяване на железопътните линии, Кавур е избран за министър-председател през 1852 г. Като такъв, той успешно договоря позицията на Пиемонт в Кримската война, Втората война за италианската независимост и Похода на хилядата, маневрирайки успешно страната си така, че да се превърне в нов голям играч в Европа и управлявайки почти обединена Италия, която вече е пет пъти по-голяма отколкото Пиемонт преди той да дойде на власт.
Някои историци описват Кавур като най-успешният парламентарист в италианската история, макар и не особено демократичен. Кавур често управлява диктаторски, игнорира колегите си министри и се намества в парламентарните избори.

## Ранен живот
Семейство Кавур са древен род, който служи на Савойската династия с войници и държавници от 16 век. Майка му е калвинистка от Женева, която внася женевско влияние в семейството – град, отворен към политически, религиозни и социални движения по това време. Френската революция излага на опасност благосъстоянието на рода Кавур, поради близките му взаимоотношения със Стария ред във Френското кралство. Въпреки това, баща му укрепва позициите на фамилията по време на управлението на Наполеон.
На 10-годишна възраст е записан във Военната академия в роден Торино. Като по-малко дете без надежда за икономическа и социална позиция, която би сполетяла по-големия му брат, Камило съзрява възможност за брилянтна кариера пред себе си под крилото на принц Карл Алберт. През 1826 г. е произведен в лейтенант в редиците на инженерния корпус
По време на шестте си години в академията, определени политически идеи започват да го омайват. Ехото на конституционната пиемонтска революция през 1821 г. достига учебното му заведение и предизвиква изблик на либерален и национален дух у някои, който, обаче, незабавно е потушен. В семейна среда, Камило научава за големите проблеми на европейската сцена: вътрешната политика на Франция при реставрацията на Бурбоните, въстанието срещу турската власт в Гърция и въстанието на декабристите в Русия. Той показва симпатията си по обичайния си ентусиазиран начин към либералите и към личности като Бенджамин Франклин и Санторе ди Сантароса (злощастният водач на революцията от 1821 г. в Пиемонт, който е и негов далечен роднина). Близка връзка с кадет, който е три години по-голям от него, Барон Северино Касио, оказва особено влияние върху политическите му възгледи. Именно Касио насажда у Камило патриотични идеи.
Фамилията Кавур е силно обезпокоена от близостта на сина им с кадет с неподходящи политически възгледи и моли Камило да преустанови отношенията си с него. Това вмешателство на семейството се диктува от целесъобразност, тъй като през юли 1824 г. баща му урежда назначаването на Камило като личен прислужник на Карл Алберт. Липсата му на ентусиазъм за дворянската позиция и откритите му подигравки към прислужническата униформа разпалват скандал и потвърждават засилващото се подозрение относно бунтовническата наклонност на младия граф Кавур. Обиденият Карл Алберт изгонва Камило от кралския двор и напразно се опитва да убеди крал Карл Феликс да лиши Камило от офицерския му чин. Този епизод създава непоправим разрив между Камило и наследствения принц, което лишава Кавур от възможността да участва в официални политически живот през следващите 20 години.

## Развиване на политически идеали
Военната му кариера започва сред инженерните войски. Първоначално е стациониран в Торино, а след това на различни гранични постове, където се строят укрепление. Тази работа го оставя неудовлетворен. През 1830 г. е изпратен в Генуа, където среща Анна Джустиниани Скиафино – пламенен защитник на ултрадемократичните и републиканските идеи, чийто салон е посещаван от много членове на Карбонари (тайно революционно общество, чиято водеща сила по това време е Джузепе Мацини). Горещият радикализъм на Камило е вдъхновен от любовта му към Анна и от подновеното му приятелство със Северино Касио, който вече е колега офицер от инженерите в Генуа.
Юлската революция във Франция (1830) сваля от власт последния Бурбон, Шарл X, и поставя на престола Луи-Филип, „гражданинът крал“. Това също изиграва голяма роля в подсилването на революционната страст у Кавур. По съвет на Северино Касио, той започва да изучава английски език, за да следва по-отблизо вестниците, докладващи политическите събития в Европа. Вдъхновен е от либералните идеи на френските писатели Бенжамен Констан и Франсоа Гизо, докато съперници му остават тези от детството: бащинският абсолютизъм, легитимистките реакционери, представляващи поземлените интереси, аристокрацията и духовенството, както и съюзът между престола и олтара. Тази нагласа го изправя съзнателно срещу самата каста, към която принадлежи.
Влиянието на събитията във Франция върху темпераментния Кавур отново събуждат официални подозрения, като този път е подложен на полицейско наблюдение. Както обикновено, намесата на баща му го спасява от по-сериозни последствия. В този случай, той само е прехвърлен към отдалечена планинска крепост. Става ясно, обаче, че той повече не трябва да бъде в армията. Напуска я през ноември 1831 г. След това баща му му намира вид занимание – Камило е назначен за кмет на село на юг от Торино и става администратор на големи холдинги в покрайнините му, принадлежащи на чичовците му.
Макар тези скромни занимания да служат за запълване на времето му и да го изолират от семейството му, те изострят унилостта му покрай края на политическите му амбиции. Социалните интереси започват да го поглъщат – проблемите на бедността и затворническото образование стават обект на изследванията му. През 1834 г. написва мемоар върху бедността в Пиемонт, който е публикуван на следващата година в Лондон. През тези години най-накрая успява да посети Париж и Лондон, опознавайки Европа в дълбочина. Така се запознава с двете най-големи и най-напреднали западни столици – и двете управлявани от конституционни и либерални режими (колкото и да се различават) и впускащи се в най-дръзките икономически и социални промени. Развива трескав интерес в парламентарния живот на Англия и Франция – посещава университетски лекции, посещава фабрики, железници, пристанища, болници, училища и затвори. Опитът от двете западни столици и от Женева твърдо го поставя на пътя, който вече инстинктивно е избрал – да следва „златната среда“. Той е наравно отблъснат както от революционерите, които желаят да унищожат обществото чрез терор за построяването на по-добро такова, така и от реакционерите, които сляпо се противопоставят на прогреса. Отхвърляйки всички крайности, той иска преди всичко да е добър европеец. И въпреки това, той остава патриот – когато големите му амбиции са признати във Франция и негов приятел го подканва да изостави Пиемонт за брилянтна кариера във Франция, Кавур отхвърля предложението му.
През 1835 г., след като се завръща в Пиемонт, той започва поредица от плодотворни начинания, чрез които натрупва значително богатство. Спечелва си и определена репутация с писмените си творби. Дори да не разискват пряко въпроса относно бъдещата италианска политическа структура, всичките му трудове възхваляват социални или икономически принципи, които са несъвместими с текущите преобладаващи условия в Италия. Преди всички, икономическите мерки и построяването на железници, предложени от Кавур, биха трансформирали Италия до неузнаваемост.

## Държавник
Докато революционната 1848 г. наближава, интересът на Кавър в политиката започва отново да доминира над останалите му занимания. Това се проявява и в писмените му трудове. Преходът му към политиката завършва, когато крал Карл Алберт решава да въведе реформи и да отстъпи известна свобода на пресата. Кавур се възползва от това, за да основе вестника Ил Рисорджименто. След като изиграва водеща в роля в убеждаването на Карл Алберт да допусне либерална конституция, Кавур използва вестника си, за да разпространява идеята си за незабавна война с Австрийската империя (която все още властва над Ломбардия и Венеция). След като е избран за член на парламента през юни 1848 г., обаче, той заема междинна позиция между консерваторите и революционерите, като по този начин става неприятен както за десницата, така и за левицата.
Войната срещу Австрия започва, но се развива не в полза на Пиемонт. Това подтиква Кавур да предложи услугите си като доброволец, докато не е избран за депутат през юли, с което започва борбата си за одобрение на мирен договор с Австрия, макар крайно левите да искат да продължат вече изгубената война. Интелигентността и професионалността, които проявява по време на дебатите за финансовите и военните въпроси, му спечелват видно място сред депутатите от мнозинството, подкрепящо дясното правителство на Масимо д'Адзелио. През октомври 1850 г. му е предложен поста на министър на земеделието. Много скоро той се превръща в най-дейния и най-влиятелния член на кабинета. Чрез поредица от договори с Франция, Белгия и Англия, Кавур се опитва да въведе максимално свободен пазар. Освен това той полага усилия по съставянето на мрежа от икономически интереси с великите сили, която да постели пътя към политически съюз срещу Австрия. Назначаването му за министър на финансите през 1851 г. е доказателство за нарастващите му амбиции.
Кавур желае да създаде съюз между дясно-центристите и ляво-центристите, който да образува ново мнозинство с по-големи възможности да се премине към политика на секуларизация и модернизация в Пиемонт. Съюзът води до оставката на д'Адзелио, чиято парламентарна позиция е напълно унищожена. След напразните си опити да възстанови министерството на д'Адзелио, Виктор Емануил II, който е наследил баща си, Карл Алберт, през 1849 г., дава доверието си на Кавър да състави правителство, който от 4 ноември 1852 г. до смъртта си е на практика политическия водач на страната.
Европейската драма, в която се оказва въвлечен Кавур, започва през 1854 г. с Кримската война (1853 – 1856), в която Франция и Англия се съюзяват срещу Русия за да защитят целостта на Османската империя, която е застрашена от руската решителност да отвори Дарданелите като връзка между Черно море и Средиземно море. Виктор Емануил II веднага предлага помощта си на френските и английските представители. Кавур, чиито министри гласуват против влизането в Кримската война, се намира в положение да бъде уволнен от краля, ако откаже съюза, или да бъде уволнен от колегите си, ако го приеме. Приемайки съюза с обичайната дързост и самоувереност, той се изплъзва от отстраняване от страна на краля и се впуска във войната. Повратна точка в нея е англо-френско-сардинската победа, която убеждава Австрия да захвърли неутралитета си и да подкрепи ултиматума срещу Русия за сключване на мирен договор.
С известно затруднение, Кавур си осигурява участието на малък Пиемонт в мирните преговори на Парижкия конгрес през 1856 г., на койото присъстват големите европейски сили. Подкрепяйки необявеното, но очевидно намерение на Наполеон III да се намеси с военна сила в Италия в близко бъдеще, и възползвайки се от общата враждебност срещу Австрия, която се включва в Кримската война срещу Русия едва когато съюзническата победа е сигурна, Кавур успява да предложи дискутиране на италианския въпрос на основание, че той застрашава мира в Европа. По негово мнение, мирът е застрашаван от австрийското посегателство, папското неправилно управление в централните части на Италия и автократичното управление на испанските Бурбони в южната част на Италия. За пръв път италианският въпрос е представен като дипломатическо съображение по начин, благоприятстващ освобождаването на Апенинския полуостров. Трудността идва от това да се убедят Франция и Англия да упорстват с подкрепата си за анти-австрийската политика на Пиемонт.
В Париж, Кавур има възможността да срещне и да прецени ръста на най-умелите дипломати и да изследва причините зад политиките на великите сили. Той много добре осъзнава, че надеждата му за помощ от Европа за италианската кауза е напразна, но въпреки това неуморно се опитва да се възползва и от най-неблагоприятните ситуации. В крайна сметка, той успява да спечели Наполеон III на своя страна. Козът му е предложението Франция да се възстанови като водеща сила на континента чрез експедиция в Италия, която да замени австрийското господство на полуострова с френско такова.
На тайна среща в Пломбиер-ле-Бен през юли 1858 г., Наполеон III и Кавур се съгласява да предизвикат европейска война срещу Австрия на следващата година. При първото си подозрение за тайно съглашение, европейските сили (особено Англия) започват кампания да попречат на французите и пиемонтците да изпълнят заканата си. Тази кампания е толкова интензивна, че Кавур се озовава на ръба на лична и национална катастрофа. Спасен е благодарение на невероятен гаф от страна на Австрия, която изпраща ултиматум на Пиемонт, призоваващ за незабавното му разоръжаване, като в противен случай ще последва война. Франко-пиемонтският съюз тогава влиза в сила, а превъзхождащата австрийска военна мощ е засенчена от френската. В последвалата Австрийско-италианско-френска война, победите на съюзниците се редят една след друга, докато Наполеон не подписва примирие с император Франц Йосиф във Вилафранка през юли 1859 г.
Войната отприщва революционно движение в Тоскана, в херцогствата Модена и Парма и в папските държави между река По и Апенинските планини, от Болоня до Католика. Херцозите и папските легати са изгонени. Примирието поставя всичко под въпрос, с изключение на придобиването на Ломбардия от Виктор Емануил II, което е минимална печалба в сравнение с мечтата на Кавур за освобождение на Италия от Алпите до Адриатика. Във Вилафранка, Кавур изпуска недоволството и яростта си върху краля и подава оставка.
Противно на обичайното схващане, той осъзнава предимствата на примирието по-късно. Революционната лавина в Италия вече не може да бъде удържана, а френският император не може да се отдръпне от позицията си като защитник на италианското самоопределяне. След като неохотно е върнат във властта от краля през януари 1860 г., Кавур работи по анексирането на централните херцогства, които преди това са принадлежали на пиемонтските владетели. Той осъществява това едва след като отстъпва Савоя и Ница на Франция.

## Обединение на Италия
Предаването на Ница на Франция силно изостря конфликта между Кавур и Джузепе Гарибалди, който е родом именно от този град. Отказването от алпийската опора на Пиемонт може да бъде компенсирано единствено чрез териториално разширение към централните части на Италия (за сметка на папата) и към Кралството на двете Сицилии. Ала Кавур, който вече се е превърнал в черната овца на европейската дипломация за това че нарушава спокойствието твърде често, не е в позицията да поеме инициативата, макар Англия да подкрепя политиката му.
Гарибалди разрешава патовото положение, причинено от принудителното бездействие на Кавур. Отплавайки за Сицилия, той унищожава бурбонската власт там и на юг. Дръзката дипломатичност на Пиемонт и Кавур за момент е засенчена от военните подвизи на Гарибалди, като вече се очертава съперничество между умерена, монархистка Италия и революционна, републиканска Италия. Опасността от разрив е предотвратена от разума и великодушието на Гарибалди, както и от дипломатическата хитрост на Кавур. Заемайки позиция пред Европа като защитник на закона и реда срещу революционните ексцесии и пред Наполеон като защитник на последната ивица папска територия срещу нападението на Гарибалди, Кавур изпраща армия през Марке и Умбрия, която да слее двете Италии в едно обединено кралство.
Нерешен остава проблема с установяването на столица. Кавур чувства, че само Рим може да бъде възприет като столица на новата държава, но това означава да се изправи пред най-сложния проблем в живота си – ролята, която да изпълнява папата, когато Рим стане столица. Кавур на драго сърце приема идеята за отделяне на църквата от държавата. Той е на мнение, че свободата на църквата трябва да е опорна точка на новото време, макар това да включва лишаването ѝ от власт и предаването на Рим на италианската нация. Той вярва, че изцяло духовни църква и папство биха възродили човешкия род. Папа Пий IX не е съгласен с предложенията му. Уви, докато Кавур все още енергично популяризира формулата си за „свободна църква в свободна държава“, той се разболява тежко и умира. Той образува нова държава след десет години страстна и безспирна дейност.